# Helminthomorpha
Sous-classe
Les Helminthomorpha sont une sous-classe de mille-pattes diplopodes.

## Liste des ordres
- Callipodida Bollman, 1893
- Chordeumatida Koch, 1847
- Julida Leach, 1814
- Platydesmida DeSaussure, 1860
- Polydesmida Leach, 1815
- Polyzoniida Gervais, 1844
- Siphoniulida Cook, 1895
- Siphonophorida Newport, 1844
- Spirobolida Bollman, 1893
- Spirostreptida Brandt, 1833
- Stemmiulida Pocock, 1894